# Gniewowo (Grande-Pologne)
Pour les articles homonymes, voir Gniewowo.
Gniewowo (prononciation : [ɡɲeˈvɔvɔ]) est un village polonais de la gmina de Śmigiel dans le powiat de Kościan de la voïvodie de Grande-Pologne dans le centre-ouest de la Pologne.
Il se situe à environ 11 kilomètres à l'est de Śmigiel (siège de la gmina), à 8 kilomètres au sud de Kościan (siège du powiat) et à 46 kilomètres au sud de Poznań (capitale régionale).
Le village possède une population de 50 habitants.

## Histoire
De 1975 à 1998, le village faisait partie du territoire de la voïvodie de Leszno.

Depuis 1999, Gniewowo est situé dans la voïvodie de Grande-Pologne.